# كاستل أومبرتو
كاستل أومبرتو (بالإيطالية: Castell'Umberto)‏ هي بلدية في مقاطعة ميسينا في صقلية الإيطالية.

## السكان
في سنة 1861 بلغ عدد السكان 2٬219 نسمة، وتطور العدد ليصل في سنة 2011 لـ 3٬295 نسمة.
يظهر هذا المخطط البياني تطور النمو السكاني لـ كاستل أومبرتو